# 植物分類表 (NCBI)
| 生物分類表 |
| - 病毒分类表 - 古菌分類表 - 細菌分類表 - 原生生物分類表 - 藻類分類表 - 真菌分类表 - 植物分類表（NCBI） - 被子植物 APG 分类法 （I、II、III、IV） - 动物分类表 - 昆蟲分類表 - 软体动物分类表 - 魚類分類表 - 两栖动物分类表 - 爬行动物分类表 - 恐龍分類表 - 鸟类分类系统 - 鸟类传统分类系统 - 鳥類 DNA 分類系統 - 哺乳动物分类表 |

本植物分类表参照NCBI分类学数据库（NCBI taxonomy database）而编撰，NCBI是美国国家生物技术信息中心，其分类方法一般吸收了最新的科学进展，能被全世界的生物界所接受。不过，NCBI声明其并命名或分类的权威来源，仍应查阅相关科学文献，以获取最可靠的信息。
本列表僅列出有胚植物（Embryophyta）部分，所有分類單元均分至科。以下所有有胚植物亦俱屬於鏈形植物（Streptophytina），格式方便起見另起段落。绿色植物的其他部分参见藻类分类表。

## 角苔門(Anthocerotophyta)

### 角苔綱（Anthocerotopsida）

#### 角苔亚纲（Anthocerotidae）
- 角苔目（Anthocerotales）
  - 角苔科（Anthocerotaceae）

#### 树角苔亚纲（Dendrocerotidae）
- 树角苔目（Dendrocerotales）
  - 树角苔科（Dendrocerotaceae）
- 目（Phymatocerotales）
  - 科（Phymatocerotaceae）

#### 短角苔亚纲（Notothylidae）
- 短角苔目（Notothyladales）
  - 短角苔科（Notothyladaceae）

## 藓类植物门(Bryophyta)

### 黑真藓纲(Andreaeobryopsida)
- 黑真藓目（Andreaeobryales）
  - 黑真藓科（Andreaeobryaceae）

### 黑蘚綱(Andreaeopsida)
- 黑蘚目（Andreaeales）
  - 黑蘚科（Andreaeaceae）

### 真蘚綱(Bryopsida)

#### 真蘚亞綱(Bryidae)
- 真蘚目（Bryales）
  - 皱蒴藓科（Aulacomniaceae）
  - 珠藓科（Bartramiaceae）
  - 真蘚科（Bryaceae）
  - 科（Leptostomataceae）
  - 提灯藓科（Mniaceae）
  - 科（Orthodontiaceae）
  - 科（Phyllodrepaniaceae）
- 虎尾藓目（Hedwigiales）
  - 虎尾藓科（Hedwigiaceae）
  - 科（Helicophyllaceae）
  - 科（Rhacocarpaceae）
- 油藓目（Hookeriales）
  - 科（Adelotheciaceae）
  - 雉尾藓科（Daltoniaceae）
  - 科（Garovagliaceae）
  - 油藓科（Hookeriaceae）
  - 孔雀藓科（Hypopterygiaceae）
  - 白藓科（Leucomiaceae）
  - 科（Pilotrichaceae）
  - 棱蒴藓科（Ptychomniaceae）
- 灰藓目（Hypnales）
  - 柳叶藓科（Amblystegiaceae）
  - 牛舌藓科（Anomodontaceae）
  - 青藓科（Brachytheciaceae）
  - 科（Calliergonaceae）
  - 科（Campyliaceae）
  - 科（Catagoniaceae）
  - 万年藓科（Climaciaceae）
  - 隐蒴藓科（Cryphaeaceae）
  - 科（Echinodiaceae）
  - 绢藓科（Entodontaceae）
  - 碎米藓科（Fabroniaceae）
  - 水藓科（Fontinalaceae）
  - 科（Helodiaceae）
  - 塔藓科（Hylocomiaceae）
  - 灰藓科（Hypnaceae）
  - 船叶藓科（Lembophyllaceae）
  - 薄齿藓科（Leptodontaceae）
  - 科（Lepyrodontaceae）
  - 薄罗藓科（Leskeaceae）
  - 白齿藓科（Leucodontaceae）
  - 蔓藓科（Meteoriaceae）
  - 科（Myriniaceae）
  - 金毛藓科（Myuriaceae）
  - 平藓科（Neckeraceae）
  - 科（Orthorrhynchiaceae）
  - 带藓科（Phyllogoniaceae）
  - 棉藓科（Plagiotheciaceae）
  - 科（Pleuroziopsidaceae）
  - 毛藓科（Prionodontaceae）
  - 科（Pterigynandraceae）
  - 蕨藓科（Pterobryaceae）
  - 科（Regmatodontaceae）
  - 垂枝藓科（Rhytidiaceae）
  - 科（Rigodiaceae）
  - 科（Rutenbergiaceae）
  - 锦藓科（Sematophyllaceae）
  - 硬叶藓科（Stereophyllaceae）
  - 刺果藓科（Symphyodontaceae）
  - 鳞藓科（Theliaceae）
  - 羽藓科（Thuidiaceae）
  - 科（Trachylomataceae）
- 木灵藓目（Orthotrichales）
  - 木灵藓科（Orthotrichaceae）
- 桧藓目（Rhizogoniales）
  - 科（Calomniaceae）
  - 科（Cyrtopodaceae）
  - 树灰藓科（Hypnodendraceae）
  - 科（Mitteniaceae）
  - 科（Pterobryellaceae）
  - 卷柏藓科（Racopilaceae）
  - 桧藓科（Rhizogoniaceae）
  - 木毛藓科（Spiridentaceae）
- 壶藓目（Splachnales）
  - 科（Catoscopiaceae）
  - 寒藓科（Meesiaceae）
  - 壶藓科（Splachnaceae）

#### 曲尾藓亚纲(Dicranidae)
- 无轴藓目（Archidiales）
  - 无轴藓科（Archidiaceae）
- 曲尾藓目（Dicranales）目
  - 科（Bruchiaceae）
  - 虾藓科（Bryoxiphiaceae）
  - 科（Dicnemonaceae）
  - 曲尾藓科（Dicranaceae）
  - 牛毛藓科（Ditrichaceae）
  - 树生藓科（Erpodiaceae）
  - 科（Eustichiaceae）
  - 凤尾藓科（Fissidentaceae）
  - 白发藓科（Leucobryaceae）
  - 科（Nanobryaceae）
  - 科（Rhabdoweisiaceae）
  - 刺藓科（Rhachitheciaceae）
  - 光藓科（Schistostegaceae）
- 紫萼藓目（Grimmiales）
  - 科（Drummondiaceae）
  - 紫萼藓科（Grimmiaceae）
  - 缩叶藓科（Ptychomitriaceae）
  - 科（Scouleriaceae）
- 丛藓目（Pottiales）
  - 科（Bryobartramiaceae）
  - 花叶藓科（Calymperaceae）
  - 科（Cinclidotaceae）
  - 夭命藓科（Ephemeraceae）
  - 丛藓科（Pottiaceae）
  - 科（Serpotortellaceae）
- 细叶藓目（Seligeriales）
  - 细叶藓科（Seligeriaceae）
  - 科（Wardiaceae）

#### 短颈藓亚纲(Diphysciidae)
- 短颈藓目（Diphysciales）
  - 短颈藓科（Diphysciaceae）

#### 葫芦藓亚纲(Funariidae)
- 大帽藓目（Encalyptales）
  - 大帽藓科（Encalyptaceae）
- 葫芦藓目（Funariales）
  - 科（Disceliaceae）
  - 葫芦藓科（Funariaceae）
  - 科（Gigaspermaceae）
- 美姿藓目（Timmiales）
  - 美姿藓科（Timmiaceae）

### 金发藓纲(Polytrichopsida)
- 金发藓目（Polytrichales）
  - 金发藓科（Polytrichaceae）
- 四齿藓目（Tetraphidales）
  - 烟杆藓科（Buxbaumiaceae）
  - 长台藓科（Oedipodiaceae）
  - 四齿藓科（Tetraphidaceae）

### 泥炭蘚綱
- 泥炭蘚目（Sphagnales）
  - 科（Ambuchananiaceae）
  - 泥炭蘚科（Sphagnaceae）

### 藻苔綱(Takakiopsida)
- 藻苔目
  - 藻苔科（Takakiaceae）

## 地钱门(Marchantiophyta)

### 葉苔綱(Jungermanniopsidae)

#### 葉苔亞綱(Jungermanniidae)
- 葉苔目（Jungermanniales）
  - 兔耳苔亞目（Antheliineae）
    - 兔耳苔科（Antheliaceae）

  - 直蒴苔亚目（Balantiopsidineae）
    - 直蒴苔科（Balantiopsidaceae）

  - 亞目（Brevianthineae）
    - 科（Brevianthaceae）
    - 科（Chonecoleaceae）

  - 大萼苔亚目（Cephaloziineae）
    - 隐蒴苔科（Adelanthaceae）
    - 大萼苔科（Cephaloziaceae）
    - 拟大萼苔科（Cephaloziellaceae）

  - 剪叶苔亚目（Herbertineae）
    - 剪叶苔科（Herbertaceae）
    - 拟复叉苔科（Pseudolepicoleaceae）
    - 科（Trichotemnomataceae）

  - 叶苔亚目（Jungermanniineae）
    - 钱袋苔科（Gymnomitriaceae）
    - 叶苔科（Jungermanniaceae）
    - 科（Mesoptychiaceae）
    - 合叶苔科（Scapaniaceae）

  - 指叶苔亚目（Lepidoziinae）
    - 护蒴苔科（Calypogeiaceae）
    - 指叶苔科（Lepidoziaceae）

  - 圆萼苔亚目（Lophocoleineae）
    - 顶苞苔科（Acrobolbaceae）
    - 齿萼苔科（Geocalycaceae）
    - 圆萼苔科（Gyrothyraceae）
    - 羽苔科（Plagiochilaceae）
- 复叉苔目（Lepicoleales）
  - 复叉苔亚目（Lepicoleineae）
    - 复叉苔科（Lepicoleaceae）
    - 南帽苔科（Vetaformataceae）

  - 多囊苔亚目（Lepidolaenineae）
    - 科（Jubulopsidaceae）
    - 多囊苔科（Lepidolaenaceae）
    - 科（Neotrichocoleaceae）
    - 绒苔科（Trichocoleaceae）

  - 蚌葉苔亞目（Perssoniellineae）
    - 岐舌苔科（Schistochilaceae）

  - 毛葉苔亞目（Ptilidiineae）
    - 科（Chaetophyllopsidaceae）
    - 须苔科（Mastigophoraceae）
    - 毛叶苔科（Ptilidiaceae）
- 紫叶苔目（Pleuroziales）
  - 紫叶苔科（Pleuroziaceae）
- 光萼苔目（Porellales）
  - 毛耳苔亚目（Jubulineae）
    - 科（Goebeliellaceae）
    - 毛耳苔科（Jubulaceae）
    - 细鳞苔科（Lejeuneaceae）

  - 光萼苔亚目（Porellineae）
    - 光萼苔科（Porellaceae）
- 扁萼苔目（Radulales）
  - 扁萼苔科（Radulaceae）

#### 叉苔亚纲(Metzgeriidae)
- 壶苞苔目（Blasiales）
  - 壶苞苔科（Blasiaceae）
- 小叶苔目（Fossombroniales）
  - 小叶苔亚目（Fossombroniineae）
    - 苞片苔科（Allisoniaceae）
    - 小叶苔科（Fossombroniaceae）

  - 溪苔亚目（Pelliineae）
    - 溪苔科（Pelliaceae）
- 裸蒴苔目（Haplomitriales）
  - 裸蒴苔科（Haplomitriaceae）
- 叉苔目（Metzgeriales）
  - 科（Codoniaceae）
  - 叉苔亚目（Metzgeriineae）
    - 绿片苔科（Aneuraceae）
    - 叉苔科（Metzgeriaceae）

  - 带叶苔亚目（Pallaviciniineae）
    - 科（Hymenophytaceae）
    - 南溪苔科（Makinoaceae）
    - 带叶苔科（Pallaviciniaceae）
- 陶氏苔目（Treubiales）
  - 对瓣苔亚目（Phylothallineae）
    - 对瓣苔科（Phyllothalliaceae）

  - 陶氏苔亚目（Treubiineae）
    - 陶氏苔科（Treubiaceae）

### 地錢綱(Marchantiopsida)

#### 地錢亞綱(Marchantiidae)
- 地錢目（Marchantiales）
  - 花地錢亞目（Corsiniineae）
    - 花地钱科（Corsiniaceae）
    - 光苔科（Cyathodiaceae）

  - 地錢亞目（Marchantiineae）
    - 疣冠苔科（Aytoniaceae）
    - 星孔苔科（Cleveaceae）
    - 蛇苔科（Conocephalaceae）
    - 短托苔科（Exormothecaceae）
    - 半月苔科（Lunulariaceae）
    - 地錢科（Marchantiaceae）
    - 单月苔科（Monosoleniaceae）
    - 魏氏苔科（Wiesnerellaceae）

  - 皮叶苔亚目（Targioniineae）
    - 皮叶苔科（Targioniaceae）
- 单片苔目（Monocleales）
  - 单片苔科（Monocleaceae）
- 钱苔目（Ricciales）
  - 假钱苔科（Oxymitraceae）
  - 钱苔科（Ricciaceae）

#### 囊果苔亚纲(Sphaerocarpidae)
- 囊果苔目（Sphaerocarpales）
  - 纽苔科（Riellaceae）
  - 囊果苔科（Sphaerocarpaceae）

## 石松門(Lycopodiophyta)

### 水韭綱(Isoetopsida)
- 水韭目（Isoetales）
  - 水韭科（Isoetaceae）

### 石松綱(Lycopodiopsida)
- 無葉舌亞綱（Eligulatae）
  - 鐮木目（已絕種）
  - 始鱗木目（已絕種）
  - 石松目（Lycopodiales）
    - 石松科（Lycopodiaceae）
- 葉舌亞綱（Ligulatae）
  - 鱗木目（已絕種）
  - 卷柏目（Selaginellales）
    - 卷柏科（Selaginellaceae）

## 節蕨門(Equisetophyta)

### 楔葉綱(Sphenopsida)
- 木賊目（Equisetales）
  - 木賊科（Equisetaceae）

## 真蕨門(Filicophyta)

### 薄囊蕨綱(Filicopsida)
- 蕨目（Filicales）
  - 鐵角蕨科（Aspleniaceae）
  - 蹄盖蕨科（Athyriaceae）
  - 烏毛蕨科（Blechnaceae）
  - 燕尾蕨科（Cheiropleuriaceae）
  - 桫欏蕨科（Cyatheaceae）
  - 骨碎補科（Davalliaceae）
  - 碗蕨科（Dennstaedtiaceae）
  - 蚌殼蕨科（Dicksoniaceae）
  - 雙扇蕨科（Dipteridaceae）
  - 鱗毛蕨科（Dryopteridaceae）
    - 鱗毛蕨亞科（Dryopteridoidaceae）
    - 三叉蕨亞科（Tectarioideae）

  - 裡白蕨科（Gleicheniaceae）
  - 禾葉蕨科（Grammitidaceae）
  - 膜蕨科（Hymenophyllaceae）
  - 无孔蕨科（Hymenophyllopsidaceae）
  - 鱗始蕨科（Lindsaeaceae）
  - 羅蔓藤蕨科（Lomariopsidaceae）
  - 毛囊蕨科（Lophosoriaceae）
  - 偏环蕨科（Loxomataceae）
  - 马通蕨科（Matoniaceae）
  - 蚌桫蕨科（Metaxyaceae）
  - 稀子蕨科（Monachosoraceae）
  - 腎蕨科（Nephrolepidaceae）
  - 蓧蕨科（Oleandraceae）
  - 紫其科（Osmundaceae）
  - 瘤足蕨科（Plagiogyriaceae）
  - 水龍骨科（Polypodiaceae）
  - 鳳尾蕨科（Pteridaceae）
  - 莎草蕨科（Schizaeaceae）
  - 金星蕨科（Thelypteridaceae）
  - 書帶蕨科（Vittariaceae）
  - 蹄蓋蕨科（Woodsiaceae）
- 蘋目（Hydropteridales）
  - 滿江紅科（Azollaceae）
  - 田字草科（Marsileaceae）
  - 槐葉蘋科（Salviniaceae）

### 厚囊蕨綱(Eusporangiopsida)
- 觀音座蓮目（Marattiales）
  - 觀音座蓮科（Marattiaceae）
- 瓶爾小草目（Ophioglossales）
  - 瓶爾小草科（Ophioglossaceae）

## 帚蕨門(Psilotophyta)

### 松葉蕨綱(Psilopsida)
- 松葉蕨目（Psilotales）
  - 松葉蕨科（Psilotaceae）

## 松柏門(Coniferophyta)

### 松柏綱(Coniferopsida)
- 松柏目（Coniferales）
  - 南洋杉科（Araucariaceae）
  - 柏科（Cupressaceae）
  - 松科（Pinaceae）
  - 金松科（Sciadopityaceae）
- 紅豆杉目（Taxales）
  - 羅漢松科（Podocarpaceae）
  - 三尖杉科（Cephalotaxaceae）
  - 紅豆杉科（Taxaceae）

## 蘇鐵門(Cycadophyta)

### 蘇鐵綱(Cycadopsida)
- 蘇鐵目（Cycadales）
  - 蘇鐵科（Cycadaceae）
  - 托葉鐵科（Stangeriaceae）
  - 澤米鐵科（Zamiaceae）

## 銀杏門(Ginkgophyta)

### 銀杏綱(Ginkgoopsida)

#### 銀杏目（Ginkgoales）
- 銀杏科（Ginkgoaceae）

## 买麻藤门(Gnetophyta)

### 買麻藤綱(Gnetopsida)

#### 麻黃目(Ephedrales)
- 麻黃科（Ephedraceae）

#### 買麻藤目(Gnetales)
- 買麻藤科（Gnetaceae）買麻藤属

#### 百歲蘭目(Welwitschiales)
- 百歲蘭科（Welwitschiaceae）

## 被子植物門(Magnoliophyta)
参见克朗奎斯特分类法和APG II 分类法

### 雙子葉植物綱(Dicotyledoneae)

#### 原雙子葉植物

##### 金魚藻目(Ceratophyllales)
- 金魚藻科（Ceratophyllaceae）

##### 互叶梅目(Amborellales)
- 互叶梅科（Amborellaceae）

##### 木蘭藤目(Austrobaileyales)
- 木蘭藤科（Austrobaileyaceae）
- 五味子科（Schisandraceae）
- 腺齒木科（Trimeniaceae）

##### 金粟蘭目(Chloranthales)
- 金粟蘭科（Chloranthaceae）

##### 睡蓮目(Nymphaeales)
- 蒓菜科（Cabombaceae）
- 睡蓮科（Nymphaeaceae）

##### 白樟目(Canellales)
- 白樟科（Canellaceae）
- 林仙科（Winteraceae）

##### 樟目(Laurales)
- 香皮茶科（Atherospermataceae）
- 臘梅科（Calycanthaceae）
- 腺蕊花科（Gomortegaceae）
- 蓮葉桐科（Hernandiaceae）
- 樟科（Lauraceae）
- 杯轴花科（Monimiaceae）
- 罎罐花科（Siparunaceae）

##### 木蘭目(Magnoliales)
- 番荔枝科（Annonaceae）
- 單心木蘭科（Degeneriaceae）
- 帽花木科（Eupomatiaceae）
- 舌蕊花科（Himantandraceae）
- 木蘭科（Magnoliaceae）
- 肉豆蔻科（Myristicaceae）

##### 胡椒目(Piperales)
- 馬兜鈴科（Aristolochiaceae）
- 菌花科（Hydnoraceae）
- 短蕊花科（Lactoridaceae）
- 胡椒科（Piperaceae）
- 三白草科（Saururaceae）

#### 真雙子葉植物(Eudicots)

##### 黃楊目(Buxales)
- 黃楊科（Buxaceae）
- 雙頰果科（Didymelaceae）

##### 山龍眼目(Proteales)
- 蓮科（Nelumbonaceae）
- 懸鈴木科（Platanaceae）
- 山龍眼科（Proteaceae）

##### 毛茛目(Ranunculales)
- 小檗科（Berberidaceae）
- 星葉科（Circaeasteraceae）
- 領春木科（Eupteleaceae）
- 紫堇科（Fumariaceae）
- 獨葉草科（Kingdoniaceae）
- 木通科（Lardizabalaceae）
- 防己科（Menispermaceae）
- 罌粟科（Papaveraceae）
- 蕨葉草科（Pteridophyllaceae）
- 毛茛科（Ranunculaceae）

##### 石竹目(Caryophyllales)
- 透鏡籽科（Achatocarpaceae）
- 番杏科（Aizoaceae）
- 莧科（Amaranthaceae）
- 鈎枝藤科（Ancistrocladaceae）
- 翼萼茶科（Asteropeiaceae）
- 節柄科（Barbeuiaceae）
- 落葵科（Basellaceae）
- 仙人掌科（Cactaceae）
- 石竹科（Caryophyllaceae）
- 龍樹科（Didiereaceae）
- 雙鈎葉科（Dioncophyllaceae）
- 茅膏菜科（Droseraceae）
- 露叶毛毡苔科（Drosophyllaceae）
- 瓣鳞花科（Frankeniaceae）
- 吉粟草科（Gisekiaceae）
- 浜藜叶科（Halophytaceae）
- 粟米草科（Molluginaceae）
- 豬籠草科（Nepenthaceae）
- 紫茉莉科（Nyctaginaceae）
- 非洲桐科（Physenaceae）
- 商陸科（Phytolaccaceae）
- 藍雪科（Plumbaginaceae）
- 蓼科（Polygonaceae）
- 馬齒莧科（Portulacaceae）
- 棒木科（Rhabdodendraceae）
- 肉叶刺茎藜科（Sarcobataceae）
- 油蠟樹科（Simmondsiaceae）
- 閉籽花科（Stegnospermataceae）
- 檉柳科（Tamaricaceae）

##### 洋二仙草目(Gunnerales)
- 洋二仙草科（Gunneraceae）
- 香灌木科（Myrothamnaceae）

##### 檀香目(Santalales)
- 蛇菰科（Balanophoraceae）
- 桑寄生科（Loranthaceae）
- 羽毛果科（Misodendraceae）
- 鐵青樹科（Olacaceae）
- 山柚科（Opiliaceae）
- 檀香科（Santalaceae）
- 青皮木科（Schoepfiaceae）

##### 虎耳草目(Saxifragales)
- 楓香科（Altingiaceae）
- 膠藤科（Aphanopetalaceae）
- 連香樹科（Cercidiphyllaceae）
- 景天科（Crassulaceae）
- 鎖陽科（Cynomoriaceae）
- 交讓木科（Daphniphyllaceae）
- 茶藨子科（Grossulariaceae）
- 小二仙草科（Haloragaceae）
- 金縷梅科（Hamamelidaceae）
- 鼠刺科（Iteaceae）
- 芍藥科（Paeoniaceae）
- 扯根菜科（Penthoraceae）
- 圍盤樹科（Peridiscaceae）
- 齒蕊科（Pterostemonaceae）
- 虎耳草科（Saxifragaceae）
- 四果木科（Tetracarpaeaceae）

##### 傘形目(Apiales)
- 傘形科（Apiaceae）
- 五加科（Araliaceae）
- 裂果红科（Myodocarpaceae）
- 海桐花科（Pittosporaceae）
- 夷茱萸科（Griseliniaceae）
- 毛柴木科（Pennantiaceae）
- 鞘柄木科（Torricelliaceae）

##### 冬青目(Aquifoliales)
- 冬青科（Aquifoliaceae）
- 心翼果科（Cardiopteridaceae）
- 青莢葉科（Helwingiaceae）
- 葉茶藨科（Phyllonomaceae）
- 金檀木科（Stemonuraceae）

##### 菊目(Asterales)
- 假海桐科（Alseuosmiaceae）
- 雪葉科（Argophyllaceae）
- 菊科（Asteraceae）
- 頭花草科（Calyceraceae）
- 桔梗科（Campanulaceae）
- 陀螺果科（Donatiaceae）
- 草海桐科（Goodeniaceae）
- 睡菜科（Menyanthaceae）
- 五膜草科（Pentaphragmataceae）
- 石冬青科（Phellinaceae）
- 腕帶花科（Rousseaceae）
- 花柱草科（Stylidiaceae）

##### 川續斷目(Dipsacales)
- 五福花科（Adoxaceae）
- 忍冬科（Caprifoliaceae）
- 黃錦帶科（Diervillaceae）
- 川續斷科（Dipsacaceae）
- 北極花科（Linnaeaceae）
- 刺蔘科（Morinaceae）
- 敗醬科（Valerianaceae）

##### 山茱萸目(Cornales)
- 山茱萸科（Cornaceae）
- 柯茱萸科（Curtisiaceae）
- 假石南科（Grubbiaceae）
- 綉球科（Hydrangeaceae）
- 水穗草科（Hydrostachyaceae）
- 刺蓮花科（Loasaceae）
- 藍果樹科（Nyssaceae）

##### 杜鵑花目(Ericales)
- 獼猴桃科（Actinidiaceae）
- 鳳仙花科（Balsaminaceae）
- 山柳科（Clethraceae）
- 翅萼樹科（Cyrillaceae）
- 巖梅科（Diapensiaceae）
- 柿樹科（Ebenaceae）
- 杜鵑花科（Ericaceae）
- 刺樹科（Fouquieriaceae）
- 玉蕊科（Lecythidaceae）
- 杜莖山科（Maesaceae）
- 蜜囊花科（Marcgraviaceae）
- 帽蕊草科（Mitrastemonaceae）
- 紫金牛科（Myrsinaceae）
- 假紅樹科（Pellicieraceae）
- 五列木科（Pentaphylacaceae）
- 花荵科（Polemoniaceae）
- 報春花科（Primulaceae）
- 捕蠅幌科（Roridulaceae）
- 山欖科（Sapotaceae）
- 瓶子草科（Sarraceniaceae）
- 肋果茶科（Sladeniaceae）
- 安息香科（Styracaceae）
- 山礬科（Symplocaceae）
- 厚皮香科（Ternstroemiaceae）
- 四籽樹科（Tetrameristaceae）
- 山茶科（Theaceae）
- 假輪葉科（Theophrastaceae）

##### 絞木目(Garryales)
- 桃葉珊瑚科（Aucubaceae）
- 杜仲科（Eucommiaceae）
- 絞木科（Garryaceae）

##### 龍膽目(Gentianales)
- 夾竹桃科（Apocynaceae）
- 胡蔓藤科（Gelsemiaceae）
- 龍膽科（Gentianaceae）
- 馬錢科（Loganiaceae）
- 茜草科（Rubiaceae）

##### 脣形目(Lamiales)
- 爵牀科（Acanthaceae）
- 紫葳科（Bignoniaceae）
- 腺毛草科（Byblidaceae）
- 蒲包花科（Calceolariaceae）
- 香茜科（Carlemanniaceae）
- 盘果木科（Cyclocheilaceae）
- 苦苣苔科（Gesneriaceae）
- 脣形科（Lamiaceae）
- 狸藻科（Lentibulariaceae）
- 母草科（Linderniaceae）
- 角胡麻科（Martyniaceae）
- 木犀科（Oleaceae）
- 列當科（Orobanchaceae）
- 泡桐科（Paulowniaceae）
- 胡麻科（Pedaliaceae）
- 透骨草科（Phrymaceae）
- 車前科（Plantaginaceae）
- 環生籽科（Plocospermataceae）
- 夷地黄科（Schlegeliaceae）
- 玄蔘科（Scrophulariaceae）
- 密穗草科（Stilbaceae）
- 四棱果科（Tetrachondraceae）
- 馬鞭草科（Verbenaceae）

##### 茄目(Solanales)
- 旋花科（Convolvulaceae）
- 田基麻科（Hydrophyllaceae）
- 山醋李科（Montiniaceae）
- 茄科（Solanaceae）
- 楔瓣花科（Sphenocleaceae）

##### 燧體木目(Crossosomatales)
- 燧體木科（Crossosomataceae）
- 旌節花科（Stachyuraceae）
- 省沽油科（Staphyleaceae）

##### 衛矛目(Celastrales)
- 衛矛科（Celastraceae）
- 洋酢浆草科（Lepidobotryaceae）
- 微形草科（Lepuropetalaceae）
- 梅花草科（Parnassiaceae）

##### 葫蘆目(Cucurbitales)
- 四柱木科（Anisophylleaceae）
- 秋海棠科（Begoniaceae）
- 馬桑科（Coriariaceae）
- 棒果木科（Corynocarpaceae）
- 葫蘆科（Cucurbitaceae）
- 野麻科（Datiscaceae）
- 四數木科（Tetramelaceae）

##### 豆目(Fabales)
- 豆科（Fabaceae）
- 遠志科（Polygalaceae）
- 皂皮樹科（Quillajaceae）
- 海人樹科（Surianaceae）

##### 殼斗目(Fagales)
- 樺木科（Betulaceae）
- 木麻黃科（Casuarinaceae）
- 殼斗科（Fagaceae）
- 胡桃科（Juglandaceae）
- 楊梅科（Myricaceae）
- 南青岡科（Nothofagaceae）
- 馬尾樹科（Rhoipteleaceae）
- 太果木科（Ticodendraceae）

##### 金虎尾目(Malpighiales)
- 鐘花科（Achariaceae）
- 橡子木科（Balanopaceae）
- 多子科（Bonnetiaceae）
- 多柱樹科（Caryocaraceae）
- 金殼果科（Chrysobalanaceae）
- 藤黃科（Clusiaceae）
- 垂籽樹科（Ctenolophonaceae）
- 毒鼠子科（Dichapetalaceae）
- 溝繁縷科（Elatinaceae）
- 古柯科（Erythroxylaceae）
- 大戟科（Euphorbiaceae）
- 合丝花科（Euphroniaceae）
- 毛藥樹科（Goupiaceae）
- 香膏科（Humiriaceae）
- 黏木科（Ixonanthaceae）
- 裂藥花科（Lacistemataceae）
- 亞麻科（Linaceae）
- 五翼果科（Lophopyxidaceae）
- 王冠草科（Malesherbiaceae）
- 金虎尾科（Malpighiaceae）
- 水母柱科（Medusagynaceae）
- 金蓮木科（Ochnaceae）
- 翅子藤科（Pandaceae）
- 西番蓮科（Passifloraceae）
- 葉下珠科（Phyllanthaceae）
- 苦胡桃科（Picrodendraceae）
- 川苔草科（Podostemaceae）
- 羽葉樹科（Quiinaceae）
- 大花草科（Rafflesiaceae）
- 紅樹科（Rhizophoraceae）
- 楊柳科（Salicaceae）
- 三角果科（Trigoniaceae）
- 時鐘花科（Turneraceae）
- 堇菜科（Violaceae）

##### 酢漿草目(Oxalidales)
- 瓣裂果科（Brunelliaceae）
- 土瓶草科（Cephalotaceae）
- 牛栓藤科（Connaraceae）
- 火把樹科（Cunoniaceae）
- 杜英科（Elaeocarpaceae）
- 酢漿草科（Oxalidaceae）

##### 薔薇目(Rosales)
- 鈎毛樹科（Barbeyaceae）
- 大麻科（Cannabaceae）
- 八瓣果科（Dirachmaceae）
- 胡穨子科（Elaeagnaceae）
- 桑科（Moraceae）
- 鼠李科（Rhamnaceae）
- 薔薇科（Rosaceae）
- 榆科（Ulmaceae）
- 蕁麻科（Urticaceae）

##### 十字花目(Brassicales)
- 疊珠樹科（Akaniaceae）
- 腌藜草科（Bataceae）
- 十字花科（Brassicaceae）
- 鐘萼木科（Bretschneideraceae）
- 山柑科（Capparaceae）
- 番木瓜科（Caricaceae）
- 醉蝶花科（Cleomaceae）
- 澳遠志科（Emblingiaceae）
- 環蕊科（Gyrostemonaceae）
- 刺枝樹科（Koeberliniaceae）
- 沼花科（Limnanthaceae）
- 辣木科（Moringaceae）
- 瘤藥樹科（Pentadiplandraceae）
- 木犀草科（Resedaceae）
- 刺茉莉科（Salvadoraceae）
- 夷白花菜科（Setchellanthaceae）
- 烈味三叶草科（Tovariaceae）
- 旱金蓮科（Tropaeolaceae）

##### 十齒花目(Huerteales)
- 十齒花科（Dipentodontaceae）
- 瘿椒樹科（Tapisciaceae）

##### 錦葵目(Malvales)
- 紅木科（Bixaceae）
- 半日花科（Cistaceae）
- 彎子木科（Cochlospermaceae）
- 大花草科（Cytinaceae）
- 地果蓮木科（Diegodendraceae）
- 龍腦香科（Dipterocarpaceae）
- 錦葵科（Malvaceae）
- 文定果科（Muntingiaceae）
- 沙莓科（Neuradaceae）
- 旋花樹科（Sarcolaenaceae）
- 球萼樹科（Sphaerosepalaceae）
- 瑞香科（Thymelaeaceae）

##### 無患子目(Sapindales)
- 漆樹科（Anacardiaceae）
- 薰倒牛科（Biebersteiniaceae）
- 橄欖科（Burseraceae）
- 番苦木科（Kirkiaceae）
- 楝科（Meliaceae）
- 白刺科（Nitrariaceae）
- 駱駝蓬科（Peganaceae）
- 芸香科（Rutaceae）
- 無患子科（Sapindaceae）
- 苦木科（Simaroubaceae）
- 旱霸王科（Tetradiclidaceae）

##### 牻牛兒苗目(Geraniales)
- 花莖草科（Francoaceae）
- 牻牛兒苗科（Geraniaceae）
- 高柱花科（Hypseocharitaceae）
- 杜香果科（Ledocarpaceae）
- 蜜花科（Melianthaceae）
- 曲胚科（Vivianiaceae）

##### 桃金孃目(Myrtales)
- 雙翼果科（Alzateaceae）
- 使君子科（Combretaceae）
- 隱翼科（Crypteroniaceae）
- 異裂果科（Heteropyxidaceae）
- 千屈菜科（Lythraceae）
- 野牡丹科（Melastomataceae）
- 穀木科（Memecylaceae）
- 桃金孃科（Myrtaceae）
- 方枝樹科（Oliniaceae）
- 柳葉菜科（Onagraceae）
- 管萼木科（Penaeaceae）
- 裸木科（Psiloxylaceae）
- 喙萼花科（Rhynchocalycaceae）
- 蠟燭樹科（Vochysiaceae）

##### 目未定
- 單果樹科（Aphloiaceae）
- 四棱果科（Geissolomataceae）
- 西兰木科（Ixerbaceae）
- 美洲苦木科（Picramniaceae）
- 栓皮果科（Strasburgeriaceae）
- 葡萄科（Vitaceae）
- 蒜樹科（Huaceae）
- 刺球果科（Krameriaceae）
- 蒺藜科（Zygophyllaceae）
- 清風藤科（Sabiaceae）
- 水青樹科（Tetracentraceae）
- 昆欄樹科（Trochodendraceae）
- 鱗枝樹科（Aextoxicaceae）
- 離花科（Apodanthaceae）
- 智利藤科（Berberidopsidaceae）
- 五椏果科（Dilleniaceae）
- 刻球花科（Bruniaceae）
- 彎藥樹科（Columelliaceae）
- 漠茸草科（Eremosynaceae）
- 南鼠刺科（Escalloniaceae）
- 八蕊樹科（Paracryphiaceae）
- 多香木科（Polyosmaceae）
- 楔蕊花科（Sphenostemonaceae）
- 智利木科（Tribelaceae）
- 紫草科（Boraginaceae）
- 茶茱萸科（Icacinaceae）
- 五蕊茶科（Oncothecaceae）
- 二歧草科（Vahliaceae）

### 單子葉植物綱（Liliopsida）（百合綱）

#### 菖蒲目(Acorales)
- 菖蒲科（Acoraceae）

#### 澤瀉目(Alismatales)
- 澤瀉科（Alismataceae）
- 水蕹科（Aponogetonaceae）
- 天南星科（Araceae）
- 花藺科（Butomaceae）
- 絲粉藻科（Cymodoceaceae）
- 水鱉科（Hydrocharitaceae）
- 水麥冬科（Juncaginaceae）
- 沼鱉科（Limnocharitaceae）
- 海王草科（Posidoniaceae）
- 眼子菜科（Potamogetonaceae）
- 流蘇菜科（Ruppiaceae）
- 冰沼草科（Scheuchzeriaceae）
- 巖菖蒲科（Tofieldiaceae）
- 大葉藻科（Zosteraceae）

#### 天門冬目(Asparagales)
- 百子蓮科（Agapanthaceae）
- 龍舌蘭科（Agavaceae）
- 蔥科（Alliaceae）
- 石蒜科（Amaryllidaceae）
- 星捧月科（Aphyllanthaceae）
- 天門冬科（Asparagaceae）
- 日光蘭科（Asphodelaceae）
- 芳香草科（Asteliaceae）
- 香水花科（Blandfordiaceae）
- 澳韭兰科（Boryaceae）
- 矛花科（Doryanthaceae）
- 萱草科（Hemerocallidaceae）
- 西麗草科（Hesperocallidaceae）
- 風信子科（Hyacinthaceae）
- 仙茅科（Hypoxidaceae）
- 鳶尾科（Iridaceae）
- 鳶尾蒜科（Ixiolirionaceae）
- 毛石蒜科（Lanariaceae）
- 異蕊草科（Laxmanniaceae）
- 蘭科（Orchidaceae）
- 假葉樹科（Ruscaceae）
- 藍星科（Tecophilaeaceae）
- 紫燈花科（Themidaceae）
- 刺葉樹科（Xanthorrhoeaceae）
- 血剑草科（Xeronemataceae）

#### 薯蕷目(Dioscoreales)
- 水玉簪科（Burmanniaceae）
- 薯蕷科（Dioscoreaceae）
- 金光花科（Nartheciaceae）

#### 百合目(Liliales)
- 六出花科（Alstroemeriaceae）
- 金梅草科（Campynemataceae）
- 秋水仙科（Colchicaceae）
- 美麗腐草科（Corsiaceae）
- 百合科（Liliaceae）
- 菝葜木科（Luzuriagaceae）
- 黑藥花科（Melanthiaceae）
- 刺藤科（Petermanniaceae）
- 垂花科（Philesiaceae）
- 菝葜藤科（Ripogonaceae）
- 菝葜科（Smilacaceae）

#### 露兜樹目(Pandanales)
- 環花草科（Cyclanthaceae）
- 露兜樹科（Pandanaceae）
- 百部科（Stemonaceae）
- 黴草科（Triuridaceae）
- 翡若翠科（Velloziaceae）

#### 棕櫚目(Arecales)
- 棕櫚科（Arecaceae）

#### 鴨蹠草目(Commelinales)
- 鴨蹠草科（Commelinaceae）
- 血皮草科（Haemodoraceae）
- 匍莖草科（Hanguanaceae）
- 田蔥科（Philydraceae）
- 雨久花科（Pontederiaceae）

#### 禾本目(Poales)
- 苞穗草科（Anarthriaceae）
- 鳳梨科（Bromeliaceae）
- 刺鱗草科（Centrolepidaceae）
- 莎草科（Cyperaceae）
- 二柱草科（Ecdeiocoleaceae）
- 穀精草科（Eriocaulaceae）
- 鬚葉藤科（Flagellariaceae）
- 排水草科（Hydatellaceae）
- 假蘆葦科（Joinvilleaceae）
- 燈心草科（Juncaceae）
- 花水蘚科（Mayacaceae）
- 禾本科（Poaceae）
- 偏穗草科（Rapateaceae）
- 帚燈草科（Restionaceae）
- 黑三棱科（Sparganiaceae）
- 硅草科（Thurniaceae）
- 香蒲科（Typhaceae）
- 黃眼草科（Xyridaceae）

#### 薑目(Zingiberales)
- 美人蕉科（Cannaceae）
- 閉鞘薑科（Costaceae）
- 蠍尾蕉科（Heliconiaceae）
- 蘭花蕉科（Lowiaceae）
- 竹芋科（Marantaceae）
- 芭蕉科（Musaceae）
- 旅人蕉科（Strelitziaceae）
- 薑科（Zingiberaceae）

#### 目未定
- 多鬚草科（Dasypogonaceae）
- 無葉蓮科（Petrosaviaceae）

## 外部連結
- The NCBI Taxonomy （页面存档备份，存于）